# Dołni Pasareł
Dołni Pasareł (bułg. Долни Пасарел) – wieś w Bułgarii; 1300 mieszkańców (2010).